# Liga de Fútbol Sur de Santa Cruz
La Liga de Fútbol Sur de Santa Cruz (LFSSC) es una de las Regionales perteneciente a la provincia de Santa Cruz en Argentina, que nuclea a equipos de localidades de zona sur.
La Liga de Fútbol Sur de Santa Cruz, con sede en la ciudad de Río Gallegos, organiza los campeonatos de la zona desde el año 1957. En mayo de 1972 el primer club de la Liga en disputar el Torneo Regional es el Ferrocarril YCF. Otros equipos liguistas han participado del Torneo del Interior, Torneo Argentino B y Torneo Argentino C, y participan de torneos federales como el Torneo Federal B y Torneo Federal C.
Júnto con la Liga del Norte y la Liga del Centro conforman las Regionales de la provincia de Santa Cruz.
En la actualidad cuenta con 2 equipos que disputan el Torneo Regional Federal Amateur: Boxing Club, clasificado por contar con una Licencia Deportiva y Ferrocarril YCF, ganador del Torneo Anual Patagónico.

## Historia
Fue fundado el 27 de noviembre de 2025 e integrado por los clubes fundadores: Atl. Río Gallegos, San Lorenzo, Dep. Swift, Dep. Chile y Estudiantes.

## Equipos afiliados
| Clubes Río Gallegos       |
| ------------------------- |
| Bancruz                   |
| Boca Río Gallegos         |
| Boxing                    |
| Defensores del Carmen     |
| Escorpión FC              |
| Ferrocarril YCF           |
| Hispano Americano         |
| Unión Petroleros Privados |
| Unión Santacruceña        |

| Clubes Filial Río Turbio            |
| ----------------------------------- |
| Talleres (Río Turbio)               |
| Lobito Sur (Río Turbio)             |
| Las Lengas (Río Turbio)             |
| Ferrocarril La Dorotea (Río Turbio) |
| Fortín Riojano (Río Turbio)         |
| Estrella Sureña (Río Turbio)        |
| Jujeños (Río Turbio)                |
| Don Bosco (28 de Noviembre)         |
| La Academia (28 de Noviembre)       |
| Pomence (28 de Noviembre)           |
| Rospentek (28 de Noviembre)         |
| Deportivo (28 de Noviembre)         |

| Equipos Filial El Calafate     |
| ------------------------------ |
| Argentinos del Sur             |
| Academia Cañadón               |
| Lago Argentino                 |
| Deportivo Esperanza            |
| Newell's                       |
| La Banda                       |
| Gendarme Amarilla              |
| Juveniles                      |
| Patagonia Austral (El Chaltén) |

### Clubes desaparecidos
| Equipos               |
| --------------------- |
| Argentina 78          |
| Atlético Río Gallegos |
| Independiente         |
| Petrolero Austral     |
| San Lorenzo           |

## Campeones
| Año             | Equipo                     |
| --------------- | -------------------------- |
| 1957/58         | Hispano Americano          |
| 1958/59         | Hispano Americano          |
| 1959/60         | Hispano Americano          |
| 1960/61         | Atl. Río Gallegos          |
| 1961/62         | Atl. Río Gallegos          |
| 1962/63         | Hispano Americano          |
| 1963/64         | Boxing                     |
| 1964/65         | Boxing                     |
| 1965/66         | Hispano Americano          |
| 1966/67         | Hispano Americano          |
| 1967/68         | Boxing                     |
| 1968/69         | Boxing                     |
| 1969/70         | Ferrocarril YCF            |
| 1970/71         | Boxing                     |
| 1971/72         | Ferrocarril YCF            |
| 1972/73         | Hispano Americano          |
| 1973/74         | Hispano Americano          |
| 1974/75         | Boxing                     |
| 1975/76         | Boxing                     |
| 1976/77         | Boxing                     |
| 1977/78         | Bancruz                    |
| 1978/79         | Bancruz                    |
| 1979/80         | Bancruz                    |
| 1980/81         | Bancruz                    |
| 1981/82         | San Lorenzo                |
| 1982/83         | San Lorenzo                |
| 1983/84         | Independiente              |
| 1984/85         | Bancruz                    |
| 1985/86         | Petrolero Austral          |
| 1986/87         | Boxing                     |
| 1987/88         | Boxing                     |
| 1988/89         | Petrolero Austral          |
| 1989/90         | Bancruz                    |
| 1990/91         | Ferrocarril YCF            |
| 1991/92         | Boxing                     |
| 1992/93         | Independiente              |
| 1993/94         | Bancruz                    |
| 1994/95         | Bancruz                    |
| 1995/96         | No se disputó              |
| 1996/97         | Independiente              |
| 1997/98         | Petrolero Austral          |
| 1998/99         | Independiente              |
| 1999/00         | Bancruz                    |
| 2000/01         | Bancruz                    |
| 2001/02         | Bancruz                    |
| 2002/03         | Bancruz                    |
| 2003/04         | Bancruz                    |
| 2004/05         | Independiente              |
| 2005/06         | Boxing                     |
| 2006/07         | Boxing                     |
| 2007            | Boxing                     |
| 2008            | Boca Río Gallegos          |
| 2009            | Boca Río Gallegos          |
| 2010            | Defensores del Carmen      |
| 2011            | Boxing                     |
| 2012            | Boca Río Gallegos          |
| 2013            | Boca Río Gallegos          |
| 2014/15         | Boxing                     |
| 2015/16         | Defensores del Carmen      |
| 2016            | Boxing                     |
| 2017            | Boxing                     |
| 2018            | Boxing                     |
| 2019            | Boxing                     |
| 2020            | No se disputó por Covid 19 |
| 2021            | Escorpión FC               |
| 2022            | Ferrocarril YCF            |
| 2023 (Apertura) | Boxing                     |
| 2023 (Clausura) | Boxing                     |
| 2024 (Apertura) | Escorpión FC               |

2025 (Apertura ) Unión Petrolero Privados 

## Palmarés
| Equipo                | Títulos |
| --------------------- | ------- |
| Boxing                | 22      |
| Bancruz               | 13      |
| Hispano Americano     | 8       |
| Independiente         | 5       |
| Boca Río Gallegos     | 4       |
| Ferrocarril YCF       | 4       |
| Petrolero Austral     | 2       |
| Defensores del Carmen | 2       |
| Atl. Río Gallegos     | 2       |
| San Lorenzo           | 2       |
| Escorpión FC          | 2       |

### Estadísticas
- Hispano Americano fue el primer campeón, bicampeón y tricampeón entre 1957 y 1960.
- Bancruz fue el primer tetracampeón entre 1977 y 1981, y el único pentacampeón entre 1999 y 2004.